# IsoBuster
IsoBuster è un programma che permette di creare un'immagine .iso, .bin o .tao da un disco ottico, recuperare i file da cd danneggiati e di effettuare backup di file.